# 겔로라 붕 카르노 스포츠단지

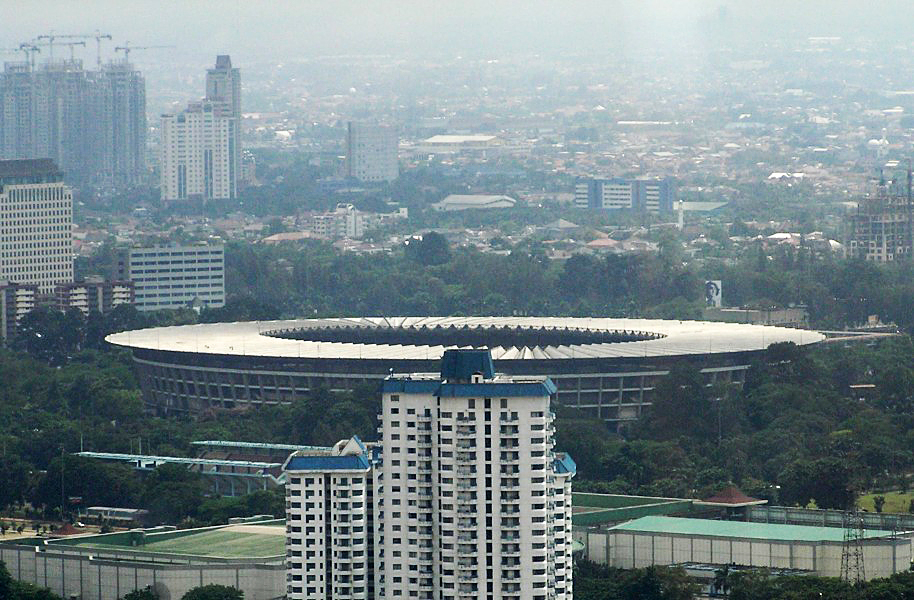
자카르타 붕 카르노 스포츠 단지

겔로라 붕 카르노 스포츠단지(인도네시아어: Gelanggang Olahraga Bung Karno, Gelora Bung Karno Sports Complex)는 인도네시아 중앙자카르타 겔로라와 남자카르타 세나얀에 걸쳐 있는 종합 스포츠 단지이다. 1969년부터 2001년까지는 '세나얀 운동장'(인도네시아어: Gelanggang Olahraga Senayan)으로 불렸다. 총 관객 76,127명을 수용할 수 있는 겔로라 붕 카르노 주경기장을 비롯하여 육상트랙, 축구장, 수영장, 테니스코트 (실내 및 실외), 하키경기장, 야구장, 양궁장, 실내체조경기장 등을 갖추고 있다. 이름은 인도네시아 초대 대통령인 수카르노에서 따왔다.
자카르타에서 가장 크고 가장 오래된 스포츠 단지로서 1962년 아시안 게임을 대비하여 1960년에 지어졌다. 동남아에서 가장 큰 규모에 속하기도 한다. 최근에는 다시 한번 대대적인 리모델링을 거쳐 2018년 아시안 게임의 경기장 단지로 활용될 예정이다. 전문 스포츠 시설 외에도 주말이면 자카르타 시민들이 조깅, 자전거, 에어로빅, 건강체조 등의 운동을 즐기기 위해 많이 찾는 시민생활공간으로도 유명하다.

## 역사

### 건설
1958년 5월 아시아 경기 연맹 (AFG) 총회에서 제4회 아시안 게임의 개최지로 인도네시아 자카르타가 선정될 당시, 자카르타 시가 유일하게 최소요건을 충족하지 못한 점은 대회가 종합적으로 진행될 스포츠 단지가 없다는 점이었다. 이 때문에 수카르노 당시 대통령은 1959년 5월 11일 대통령령 113/1959호를 공포하여 인도네시아 아시안게임 조직위원회를 설치, 말라디 체육부장관을 위원장으로 임명하였다. 대학에서 건축학과 토목공학을 전공한 경력이 있었던 수카르노는 MH 탐린 대로와 믄틍 일대에 스포츠단지를 건설할 것을 제안하였다.
그러나 설계를 맡은 유명 건축가 프레더릭 실러번은 수카르노 대통령과 함께 헬리콥터에 탑승해 해당 부지를 돌아보는 과정에서, 기존에 선택한 지역은 나중에 시내 번화가로 변모할 지역인데 그 한가운데 스포츠단지를 건설하는 것은 심각한 교통체증을 유발할 가능성이 있으므로 다른 지역으로 바꿀 것을 제안하였다. 이 같은 의견에 수카르노 대통령도 동의하여 건설부지를 세나얀 일대로 다시 선정하게 되었다는 후문이다.
1960년 2월 8일 수카르노 대통령의 선언과 함께 기공식을 열고 본격적인 건설에 들어갔다. 1961년 5월에는 이스토라 겔로라 붕 카르노 경기장이 완공되었으며, 같은해 9월에는 수영장과 테니스장이 완공됐다. 그리고 이듬해 1962년 7월 21일 대회를 몇달 앞두고 메인 스타디움이 완공되었다.

### 대회 유치
주경기장의 경우, 완공 몇달 후에 열린 1962년 아시안 게임에서 개폐막식과 육상종목 등의 행사를 치렀다. 2007년에는 이라크-사우디아라비아 간의 AFC 아시안컵 결승전이 이곳에서 치러졌다. 그밖에도 타이거컵과 전국대회 결승전이 치러진 바 있다. 이스토리 세나얀 경기장은 수디르만 컵, 토머스컵, 우버컵 배드민턴 대회가 열린 경력이 있다.
종합 스포츠 시설단지이기 때문에 인도네시아 전국체전과 동남아시아 경기 대회 같은 다종목 대회도 여러번 치러진 적이 있다. 1951년부터 1996년까지 이곳에서 총 여섯 차례에 걸쳐 인도네시아 전국체전이 치러졌으며, 동남아시아 경기대회는 1979년, 1987년, 1997년에 개최하였으며 최근에는 2011년 대회를 팔렘방의 자카바링 스포츠 시티와 공동으로 치르기도 하였다. 2018년 아시안 게임에서도 메인 스포츠단지로 운영된다.

## 시설

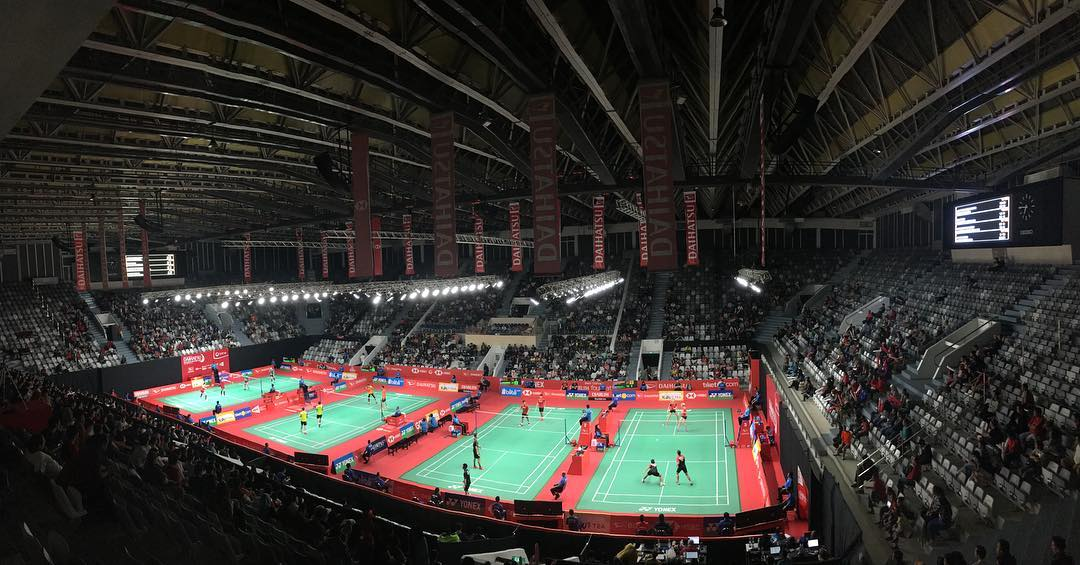
2018년 인도네시아 마스터스 대회 당시 이스토라 경기장 내부모습

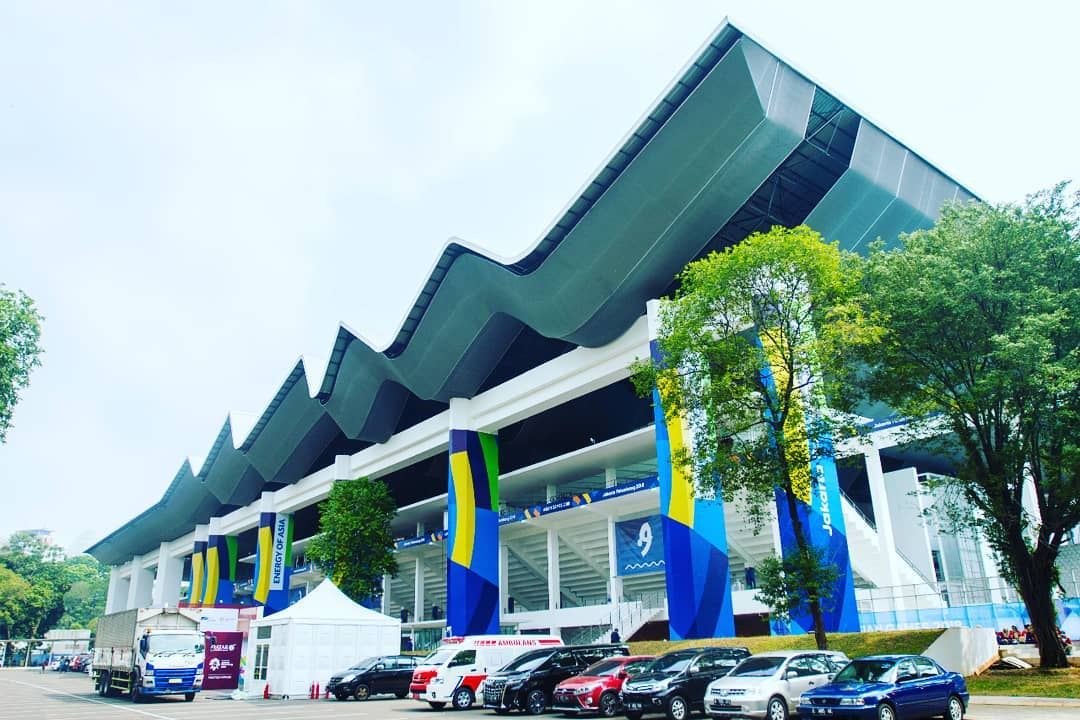
겔로라 붕 카르노 수영장

| 시설                             | 목적              | 수용규모 | 완공연도 | 주석                      |
| -------------------------------- | ----------------- | -------- | -------- | ------------------------- |
| 겔로라 붕 카르노 스타디움        | 다목적 (축구)     | 77,193   | 1960     | 인도네시아 최대 규모      |
| 이스토라 겔로라 붕 카르노        | 다목적 (배드민턴) | 7,166    | 1960     |                           |
| 겔로라 붕 카르노 수영장          | 수영              | 7,800    | 1960     |                           |
| 실내 테니스장                    | 다목적 (콘서트장) | 3,750    | 1993     |                           |
| 실외 테니스장                    | 테니스            | 3,800    | 1960     |                           |
| 겔로라 붕 카르노 마드야 스타디움 | 육상              | 9,170    | 1960     |                           |
| 농구장                           | 농구              | 2,400    | 1960     |                           |
| 야구장                           | 야구              | 2,000    | 2016     |                           |
| 하키경기장                       | 필드하키          | 818      | 1973     |                           |
| 하시룰 하라합 소프트볼 구장      | 소프트볼          | ~500     | 1996     |                           |
| 양궁장                           | 양궁              | 293      | 2016     |                           |
| 럭비구장                         | 럭비              | -        | 2016     |                           |
| 사격장                           | 사격              | -        | 1992     |                           |
| 겔로라 붕 카르노 훈련장          | 다목적 훈련장     | -        | 2016     | 옛 배드민턴 훈련장에 건설 |
| 배구 훈련장                      | 배구 훈련         | -        | 1988     |                           |
| 축구훈련장 A, B, C관             | 축구 훈련         | -        | -        |                           |
| 세나얀 국립골프장                | 골프              | -        | 1968     |                           |
| 크리다 로카 조깅트랙             | 조깅              | -        | 1987     |                           |